# بانوی سابق
بانوی سابق (انگلیسی: Ex-Lady) فیلمی در ژانر کمدی رمانتیک به کارگردانی رابرت فلری است که در سال ۱۹۳۳ منتشر شد.

## بازیگران
- بت دیویس
- جین ریموند
- فرانک مک‌هیو
- کلیر دود
- آرمان کالیز
- فردیناند گوتسچاک